# Michael Dawson (Lost)
Michael Dawson es un personaje ficticio interpretado por Harold Perrineau en la serie de televisión de ABC Lost. Michael es uno de los sobrevivientes del vuelo 815 de Oceanic que se estrella en la misteriosa isla de la serie.
Después de perder una batalla por la custodia con Susan Lloyd, Michael no ve a su hijo Walt durante casi diez años. Se reencuentran cuando ella muere, pero en su viaje de regreso a casa, su avión se estrella en una misteriosa isla en el Pacífico Sur. Allí, Walt es secuestrado por los habitantes anteriores de la Isla, los Otros, y Michael pasa su tiempo tratando de recuperarlo. Finalmente lo logra y abandonan la Isla juntos, pero la culpa por los asesinatos que tuvo que cometer para lograrlo lo lleva a un distanciamiento de su hijo y a un intento de suicidio. Regresa a la Isla en un carguero, pero muere cuando explota una bomba en él. Michael reaparece como un fantasma y se disculpa con Hurley por matar a Libby.
Aunque inicialmente era escéptico sobre el papel, Perrineau lo aceptó después de que el creador de Lost, J. J. Abrams, le contara más sobre él. Gran parte del arco de la primera temporada para Michael fue reescrito; En un principio iba a ser parte de un triángulo amoroso con la pareja coreana Sun y Jin, pero la reacción positiva de los fans hacia la pareja hizo que esta historia se abandonara. Después de que Michael deja la Isla en la segunda temporada, Perrineau sabía que volvería a Lost en algún momento; sentía que había más que contar de la historia de Michael. La recepción del personaje ha sido mixta, pero la actuación de Perrineau fue ampliamente elogiada.
Aunque se le atribuye toda la temporada, el personaje de Perrineau no regresa hasta su cameo en el episodio de la cuarta temporada "Ji Yeon". Si bien Perrineau firmó un contrato de regreso de varias temporadas, el personaje fue asesinado después de cinco apariciones más en la temporada. Perrineau describió la historia como un "estereotipo extraño" de un padre negro que abandona a su hijo que consideró poco interesante y admitió haber dudado en firmar si hubiera sabido que la historia habría resultado como lo hizo. En retrospectiva, Lindelof luego expresó su arrepentimiento sobre la dirección del arco del personaje en una entrevista de podcast de 2020, definiendo a Michael únicamente como el padre de Walt, y cómo la falta de diversidad en la sala de escritores afectó la dirección del personaje.

## Biografía
Gran parte de la vida de Michael antes del accidente aéreo se muestra en flashbacks durante "Especial". Susan Lloyd deja a Michael después de que nace su hijo Walt y viaja a Ámsterdam con Walt. Más tarde, Susan le dice que tiene la intención de casarse. Michael se enfurece y es atropellado por un automóvil, dejándolo hospitalizado durante meses. Susan lo rastrea en el hospital e intenta convencerlo de que renuncie a sus derechos parentales, para que su nuevo esposo pueda adoptar a Walt. Michael se niega, pero en la batalla por la custodia resultante, Susan lo convence de que es la mejor decisión para Walt. Varios años después, Susan muere y su esposo le pide a Michael que tome la custodia de Walt, quien ahora vive en Australia. Michael está de acuerdo, pero justo antes del vuelo de regreso, llama a su madre y le pregunta si puede llevarse a Walt en su lugar.
Su avión se estrella en una isla en el Pacífico Sur; Michael, Walt y el labrador de Walt, Vincent, se encuentran entre los sobrevivientes. Después de que Vincent corre hacia la jungla, Michael lo busca, pero sin éxito; es más tarde que John Locke le devuelve a Vincent a Michael. A pesar de este gesto, Michael se muestra escéptico sobre Locke y no quiere que Walt pase tiempo con él. Después de que Michael es atacado por un sobreviviente coreano, Jin, por un reloj de oro que Michael ha comenzado a usar, la esposa de Jin, Sun, se acerca a él para explicarle que es el reloj de su padre, y al hacerlo revela que habla inglés. Michael comienza a construir una balsa, con la esperanza de que él y Walt puedan escapar de la Isla. Después de presenciar cómo se quema su balsa terminada, Michael culpa a Jin, pero luego Walt confiesa que fue él. Aunque Walt no quería abandonar la Isla, ahora ha cambiado de opinión. Michael y Jin se unen después de que Sun revela su capacidad para hablar inglés, y los dos hombres comienzan a trabajar en una segunda balsa. Ofrecen el espacio final a bordo a Sawyer. En el final de temporada, "Éxodo", Michael zarpa con Jin, Sawyer y Walt, y no muy lejos de la Isla, se encuentran con un pequeño barco pesquero. Los ocupantes del barco pesquero son los Otros, que han habitado la Isla durante mucho tiempo. Secuestran a Walt y destruyen la balsa.
Al comienzo de la segunda temporada, Michael y Sawyer se quedan varados en medio del océano, con Jin desaparecido. Llegan a la orilla y descubren a Jin, luego son golpeados hasta quedar inconscientes por uno de los sobrevivientes de la sección de cola del avión. Después de convencer a los sobrevivientes de la sección de cola de que estaban en el mismo avión, todos regresan al campamento de la playa de los sobrevivientes del fuselaje. Más tarde, Michael se ofrece a tomar un turno en la escotilla que los sobrevivientes han encontrado. Aquí, comienza a recibir mensajes de computadora de alguien que él cree que es Walt, quien le da instrucciones sobre dónde está retenido. Michael se aventura en su búsqueda, pero momentos después de dejar el campamento, dos de los Otros lo secuestran y lo mantienen como rehén. A Michael se le dice que recupere a su líder, que se encuentra cautivo en la escotilla, y luego lleve a Sawyer, Kate, Jack y Hurley con ellos, y ellos devolverán a Walt y los dejarán salir de la Isla. Para liberar a su líder, Ben, Michael convence a Ana Lucía, quien está custodiando a Ben, de que matará a Ben en su nombre, pero en cambio la mata cuando ella entrega el arma y la combinación a la armería. Cuando Libby los sorprende, Michael le dispara dos veces. Logra llevar a los cuatro sobrevivientes solicitados a los Otros, por lo que Ben lo reúne con Walt. Michael y Walt reciben un bote y coordenadas para la libertad, y navegan lejos de la Isla.
Un flashback durante "Meet Kevin Johnson" revela que logran regresar a la ciudad de Nueva York, donde Michael le entrega a Walt a la abuela de Walt. Michael luego intenta suicidarse, incapaz de lidiar con la culpa de sus asesinatos. Tom, miembro de los Otros, llega y le dice a Michael que puede redimirse salvando a los otros sobrevivientes de una amenaza inminente. Tom le da a Michael un pasaporte con el nuevo nombre de "Kevin Johnson" para infiltrarse en un carguero que está tratando de encontrar la isla. En el carguero recibe una llamada de Ben, quien le ordena que le envíe información sobre toda la tripulación, luego que saboteé la sala de radio y los motores del barco. En su primera aparición en la cuarta temporada, Michael conoce a Sayid y Desmond, quienes lograron llegar desde la Isla al carguero. Le cuentan al capitán del carguero la verdadera identidad de Michael, quien le ordena reparar los motores. Durante el final de temporada, Michael y Jin intentan desarmar una bomba colocada en el carguero. Michael ralentiza la detonación de la bomba con nitrógeno líquido, luego le dice a Jin que se vaya, cuando casi se queda sin nitrógeno. Cuando se acaba el suministro de nitrógeno, Christian Shephard se le aparece a Michael y le dice que ya puede irse. La bomba detona y Michael muere en la explosión, habiendo logrado la redención que había estado buscando. Michael reaparece a mitad de la sexta temporada como un fantasma que solo Hurley puede ver. Explica que los susurros en la isla son las voces de los que han muerto en la isla. Cuando Hurley se da vuelta para irse, Michael lo detiene y se disculpa por el dolor que le causó a él y a Libby.